# Neuroterus numismalis
Espèce
Neuroterus numismalis est une espèce d'insectes hyménoptères prédateurs de petite taille, appartenant à la famille des « guêpes ou mouches à galles » (Cynipidae). Cet hyménoptère fait partie des très nombreuses espèces associées au chêne qui est aujourd'hui désigné par certains écologues comme une espèce « point chaud de biodiversité » tant il abrite des espèces hôtes ou épiphytes.

## Interactions avec le chêne

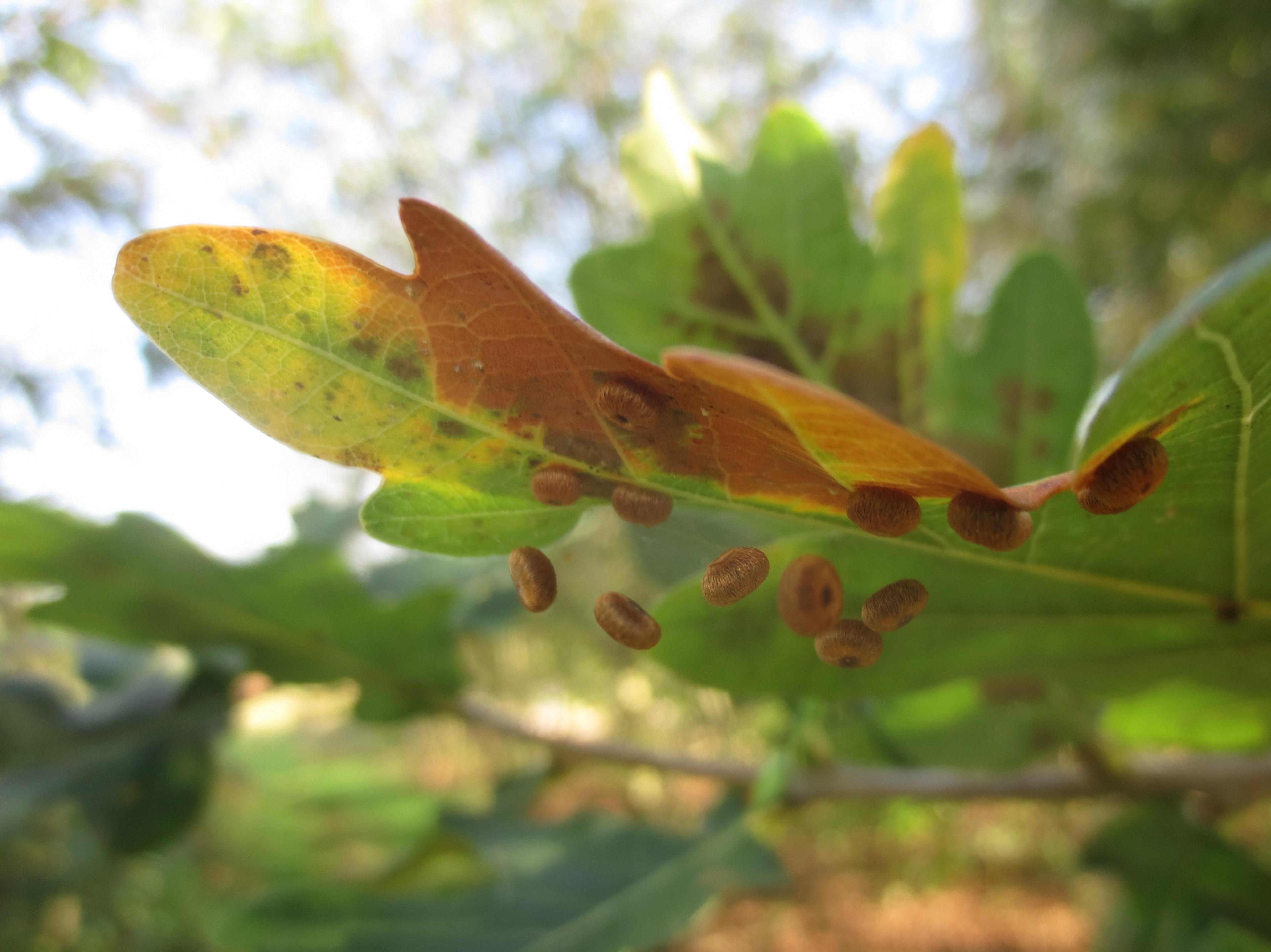

Ces petites galles rondes et plates sont produites par le chêne en réaction à l'injection dans la feuille d'un œuf pondu sous sa surface. Chaque galle contient une larve de la petite guêpe solitaire Neuroterus numismalis. Ces "boutons" tombent au sol en automne (ici certains se sont collés à de fins fils de soie d'araignée). 
Ce petit insecte appartient à un groupe d'insectes qui sont en 2016 considérés comme encore mal connus. Le chêne l'abrite en hiver en formant des galles en forme de pièce de monnaie (d'où son nom latin) parfois dites galles en bouton de guêtre. 
C'est l'une des espèces qui produisent des galles chez le chêne (une autre espèce plus connue est Cynips quercusfolii). 

## Cycle de vie
Cette guêpe a un cycle de vie complexe, impliquant deux générations différentes.

## Usage médicinal
La médecine traditionnelle a fait usage des galles de chêne pour traiter certaines affections.
Comme d'autres galles (qui peuvent aussi être induites par des virus, des bactéries, des champignons, des nématodes ou d'autres organismes) les excroissances produites par la feuille de chêne s'apparentent pour certains de leurs aspects aux tumeurs des animaux. 
Comme les tumeurs, les galles sont des structures phytochimiquement distinctes des tissus végétaux normaux, riches en protéines et métabolites particuliers dont certains sont des produits phytochimiques bioactifs (acides phénoliques, anthocyanes, purpurogalline, flavonoïdes, tanins, stéroïdes, triterpènes, alcaloïdes, composants lipophiles (tanshinone), etc. Il n'est donc pas surprenant qu'au cours de son évolution l'Homme ait appris à utiliser des galles parmi ses moyens thérapeutiques. Dans diverses cultures, les preuves de l'utilisation traditionnelle des galles abondent, notamment pour les galles du chêne (et de quelques autres plantes telles que Rhus, Pistacia, Terminalia et d'autres) ; elles peuvent toutefois contenir des agents irritants ; Patel et al. ont, en 2018, publié une évaluation de leur pertinence pharmacochimique.